# Coregonus tugun
Coregonus tugun (Russisch: тугун toegoen) is een straalvinnige vissoort uit de familie van de zalmen (Salmonidae) en de onderfamilie van de houtingen. De wetenschappelijke naam van de soort is in 1814 voor het eerst door Peter Simon Pallas geldig gepubliceerd.

## Verspreiding
De soort is endemisch in Siberië en bewoont de rivieren die in de Noordelijke IJszee uitmonden zoals de Ob, de Lena en de Jana.
Er worden twee ondersoorten onderscheiden:
- C. t. lenensis die voorkomt in het stroomgebied van de Lena
- C. t. tugun in de stroomgebieden van de Ob tot de Jana, exclusief de Lena.